# موندز (ایلینوی)
موندز، ایلینوی (به انگلیسی: Mounds, Illinois) یک شهر در ایالات متحده آمریکا با جمعیت ۱٬۱۱۷ نفر است که در ایلی‌نوی واقع شده‌است.